# Salchau (Wüstung)

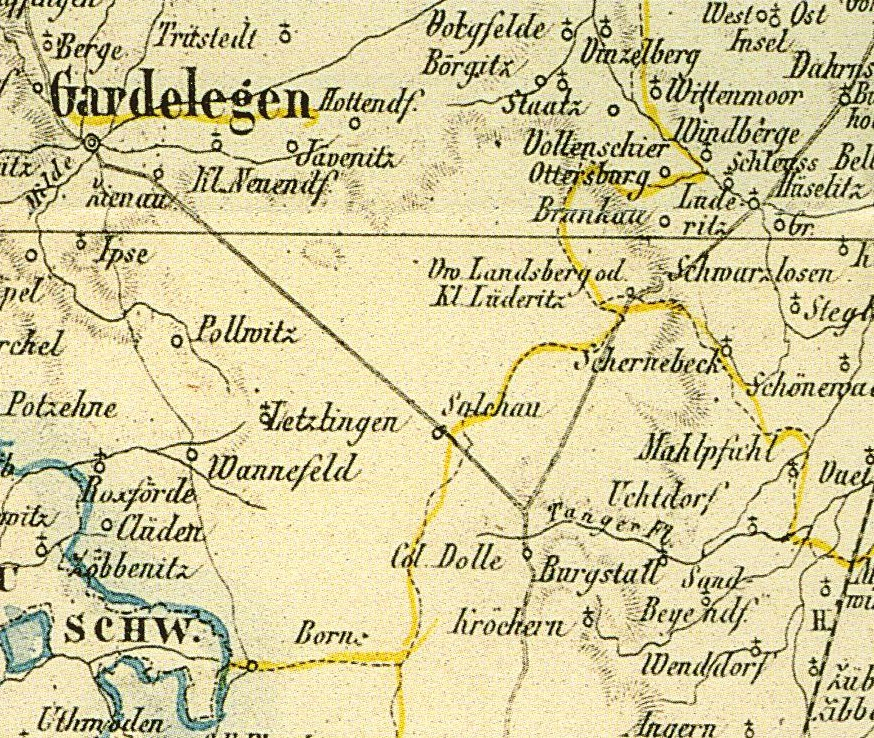
Salchau auf einer Landkarte von 1850

Salchau war ein Dorf in der Colbitz-Letzlinger Heide. Der 1935 von 365 Menschen bewohnte Ort wurde 1936 zur Anlegung eines Truppenübungsplatzes abgerissen und damit zur Wüstung.

## Geschichte

### Das erste Salchau
Die erste urkundliche Erwähnung Salchaus erfolgte 1235 als Selechowe. Weitere frühe schriftliche Nennungen folgten 1246 (Selchow) und 1278 (Selegow). Der Ort war von Wenden bewohnt und wurde daher auch Wendisch-Salchau genannt. Durch den Ort führte die Heerstraße Neuhaldensleben – Stendal.
1235 gelangte die Hälfte des Dorfes an das Zisterzienserkloster Neuendorf. 1246 legte das Kloster in Salchau Weinberge an. Das Dorf verfügte über eine eigene Kirche, deren Ruine noch bis 1850 festzustellen war.
Um 1450 wurde Salchau ein erstes Mal zur Wüstung, die Gründe hierfür sind unbekannt. Der Ort wird 1457 in einer Bestätigungsurkunde des Klosters Neuendorf nicht mehr genannt. Mehrere Jahrhunderte war es still um Salchau. 1544 wurden die Waldgebiete säkularisiert, kamen in kurfürstlich-brandenburgischen Besitz als Markgrafenheide, wurden von Tangermünde und später vom Jagdschloss Letzlingen aus bejagt und vom Amt Neuendorf verwaltet.

### Erneute Besiedlung ab 1700

#### Vorwerk und Stapelkrug
In der Zeit vor dem Jahre 1700 errichtete das Kloster auf dem Gelände des alten Salchaus ein Vorwerk mit Rindern und Schafen. Ab 1707 erhielt der Heidereiter Johann Valentin Wachs die Erlaubnis, im Gebiet Salchaus einen Holzstapel anzulegen. Hierbei handelte es sich um einen Platz, auf dem das in den umliegenden Wäldern geschlagene Holz verrechnet und verkauft wurde. Die Holzwirtschaft wurde zu einem bestimmenden Faktor Salchaus. Zugleich wurde das Recht erteilt, an die Holzarbeiter und an Reisende Bier auszuschenken. So entstand der bis 1936 bestehende Gasthof Stapelkrug. Der Gasthof lag günstig an der Kreuzung der Straße Bremen – Magdeburg – Halle an der Saale, der späteren Reichsstraße 71, und der Heerstraße Neuhaldensleben – Stendal, was den wirtschaftlichen Erfolg des Stapelkrugs erklärte.

#### Jagdhaus
1727 entstand in Salchau auf Befehl Leopolds II. ein fürstliches Jagdhaus mit Garten und Stall zur Parforcejagd. Neben dem Wohngebäude gab es weitere vier Gebäude für Küche, Waschhaus, Hunde-, Pferde- und Viehställe. Für die Jagdhundemeute bestand eine eigene Hundeküche. Über 20 Jahre war dieses große Jagdhaus Zentrum häufiger Jagdvergnügen Leopolds II. Mit dem Regierungsantritt Leopolds II. 1747 endete diese Ära und die Bedeutung des Jagdhauses ging zurück. Ein weiterer Grund war, dass der Verwalter des Vorwerks, Amtmann Schrader, sich gegen die beabsichtigte Entwicklung des Hauses zum Gut durch weiteren Landerwerb wehrte. Das fürstliche Jagdhaus bestand jedoch ebenfalls bis 1936.
Eine gewisse überregionale Beachtung erlangte Salchau um 1748 als erster Ort der Provinz, in dem der Kartoffelanbau betrieben wurde.
In den Jahren 1739 und 1749 wurden im zu Preußen gehörenden Salchau Siedler, wohl aus Gebieten am Rhein, angesiedelt. Es wurden zwölf Grundbesitzerstellen eingerichtet. Mit ihnen erhielt die Landwirtschaft nach und nach größere Bedeutung, auch wenn die Forstwirtschaft bis 1936 bestimmend blieb.

### Entwicklung im 19. und 20. Jahrhundert
1825 nahm als erster ausgebildete Lehrer Joachim Wachsmann seinen Dienst in Salchau auf. Zunächst noch ohne Schulhaus, welches erst 1826 entstand. Zuvor war der Schulunterricht durch Handwerker in den Gebäuden um den Dorfteich gegeben worden. Der 1805 geborene Wachsmann war bis 1875 als Lehrer in Salchau tätig. Er legte einen Schulgarten an und entdeckte dabei den bis dahin verschütteten Brunnen des alten Dorfes Salchau.
1832 betrug die Einwohnerzahl Salchaus 235 (22 Feuerstellen), 1835 229 Einwohner (24 Häuser). 1840 wurden 246, 1885 376 Einwohner gezählt.
Anders als das alte Salchau verfügte das neue Salchau nicht über eine eigene Kirche. Zunächst gehörte es kirchlich zu Burgstall, später zu Letzlingen. Nachdem ab 1889 wegen der Baufälligkeit der Letzlinger Kirche immer wieder ein Gottesdienst in der Salchauer Schule gehalten wurde, schaffte die Gemeinde 1902 ein Harmonium an. Beim Neubau der Schule 1906 wurde im Hinblick auf die Gottesdienste das Dach der Schule in der Form eines Kreuzes gestaltet. Bis zum Ende im Jahre 1936 gelang es jedoch nicht, das Dach dauerhaft abzudichten.
Problematisch für Salchau war die mangelnde Wasserversorgung. Bis 1885 bestand im Oberdorf lediglich ein Brunnen. Die Dorfbewohner mussten sich daher häufig das benötigte Wasser aus dem Brunnen am Dorfteich holen, der jedoch oft ebenfalls erschöpft war. In diesem Falle musste das Wasser aus einem 2,5 km in Richtung Borne entfernten Brunnen der Wüstung Schönfeld geholt werden. In den Jahren 1885 und 1886 bauten Bergleute aus Hornhausen insgesamt sechs 120 Fuß (87,68 m) tiefe Brunnen.
Im Jahr 1892 erreichte die Einwohnerzahl Salchaus mit 385 Menschen (davon 89 Schulkinder) ihren höchsten Wert. 1910 war die Einwohnerzahl auf 346 gesunken.
In der Zeit vor dem Ersten Weltkrieg gewann das Kohleschwelen zeitweise eine größere wirtschaftliche Bedeutung für Salchau. Im Jahre 1904 kam der Ort durch eine Raupenplage und die damit einhergehenden stärkeren forstwirtschaftlichen Aktivitäten zu etwas Wohlstand. Es wurden diverse neue Häuser und Scheunen errichtet. Für das Jahr 1914 wurde eine Maikäferplage verzeichnet. Der Ort hatte mehrfach unter großen Waldbränden zu leiden. Große Brände wüteten in den Jahren 1917, 1925 und 1929.
Vom Konsistorium erhielt Salchau 1913 eine Kirchenglocke geschenkt, die allerdings erst 1922 im zunächst für zu schwach befundenen Dachtürmchen der Schule aufgehängt wurde. Für 1200 Reichsmark wurde 1918 ein Pedalharmonium für die Gottesdienste angeschafft.

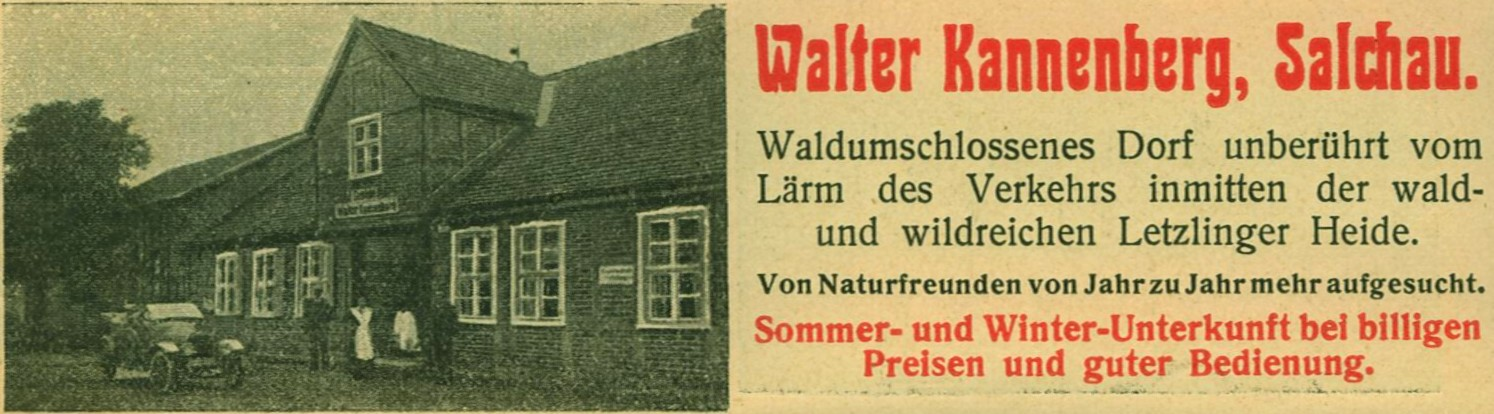
Anzeige der Salchauer Gaststätte im Adressbuch Magdeburg 1916

1919 wurde Salchau an das Stromnetz angeschlossen.
Salchau hatte im Ersten Weltkrieg Opfer zu beklagen, zu deren Gedenken 1920 eine Ehrentafel enthüllt wurde.
In den Jahren 1927 und 1928 erfolgte die Verlegung von Wasserleitungen. 1929 wurden an der Nordseite des Dorfes noch vier neue Siedlungshäuser errichtet, die jedoch nur eine kurze Zeit bestanden.

### Das Ende von 1933 bis 1936
1933 (andere Angaben: 1934) wurde auf dem Platz vor der Schule von der Dorfgemeinschaft ein Kriegerdenkmal errichtet. In dem Jahr der Machtergreifung der Nationalsozialisten bildete sich in Salchau eine Ortsgruppe der NSDAP, der Arbeitsfront und der NS-Frauenschaft.
Am 7. Dezember 1934 stürzte in der Nähe des Ortes eine Junkers F 13 der Lufthansa ab.
1934 wurden Pläne bekannt, dass der Ort Salchau „umgesiedelt“ werden sollte, um die Colbitz-Letzlinger-Heide zu einem großen durchgehenden Schießplatz zu machen. 1935 begannen die ersten Arbeiten, im Ort wurden noch 365 Einwohner gezählt. Einige Einwohner forderten ein entschlossenes Angehen gegen die Räumung, die meisten hatten aber Angst vor den staatlichen Zwangsmitteln wie der Enteignung. Zum Teil erhofften sich die Einwohner durch Entschädigung und die geplante Neuansiedlung in Blumenberg bei Wanzleben eine wirtschaftliche Besserstellung. Diese Zeit war im Dorf von Zwist und Streitigkeiten geprägt.
Für die Heeresversuchsanstalt in Hillersleben wurde durch die Colbitz-Letzlinger-Heide ein 30 km langer, 750 Meter breiter völlig gerader Streifen geschlagen, der zukünftig als Schießbahn dienen sollte. Dieser von Hillersleben nach Börgitz verlaufende Streifen traf den südlichen Teil Salchaus. Durch die große Zahl von Arbeitern, die mit den Arbeiten für den Streifen, eine dort entlanglaufende Betonbahn, eine Bahnlinie und Bunker beschäftigt war, erlebte Salchau eine letzte kurze wirtschaftliche Blüte.
Als erster Salchauer verließ vor Weihnachten 1935 der Landwirt Hermann Horn den Ort. Er zog nach Hassel bei Arneburg.
Im Januar 1936 begannen die Abrissarbeiten in Blumenberg, um Platz zu schaffen für die neu anzulegenden Höfe für die Salchauer Bauern. Hierbei erforderliche Sprengungen wurden durch das Magdeburgische Pionier-Bataillon Nr. 4 durchgeführt. In Dolle entstanden im Februar 1936 Forstgehöfte für zwei Salchauer Förster.
Ab dem 31. Januar 1936 wurde der eigene Salchauer Postdienst, bisher durch den Gastwirt Bierbaß versehen, eingestellt. Die Post wurde fortan aus Dolle geliefert. Der zweimal wöchentlich nach Salchau fahrende Postkraftwagen stellte seine Tour nach Salchau ebenfalls ein und fuhr aus Wolmirstedt kommend nur noch bis Dolle.
Am 19. Februar 1936 gab der Salchauer Männerturnverein bei Gastwirt Horn sein Abschiedsvergnügen. Im März wurde ein großer Teil der Bewohner nach Blumenberg umgesiedelt.

## Salchau nach 1936
Das Dorfgebiet wurde Teil des Truppenübungsplatzes. Nach der Niederlage Deutschlands im Zweiten Weltkrieg wurde der in der sowjetischen Besatzungszone und später in der DDR liegende Truppenübungsplatz von der sowjetischen Armee genutzt. Das erhalten gebliebene Kriegerdenkmal wurde 1978 gesprengt. Pläne zur Aufgabe der militärischen Nutzung nach der Wende von 1989/90 und dem späteren Abzug des sowjetischen/russischen Truppen scheiterten; heute wird der Truppenübungsplatz vom Gefechtsübungszentrum Heer der Bundeswehr in Letzlingen genutzt. Die Bürgerinitiative Offene Heide setzt sich für eine zivile Nutzung des Gebietes ein.
In der Stadt Magdeburg wurde 1938 eine Straße als Salchauer Straße benannt, die noch heute diesen Namen trägt. Ferner erinnern auch in den Ortschaften Süplingen, Letzlingen und Born (Westheide) Straßen mit ebendiesem Namen an Salchau.
Im Hinblick auf die Tatsache, dass der Bau des Truppenübungsplatzes wohl im Zusammenhang mit den deutschen Kriegsvorbereitungen auf den Zweiten Weltkrieg zu sehen ist, wurden in späteren Jahren die umgesiedelten Salchauer auch als die ersten Vertriebenen des Zweiten Weltkriegs bezeichnet.

## Salchau heute
An Salchau erinnern heute an der alten Dorfstelle durch die Bundeswehr aufgestellte Ortseingangsschilder mit der Aufschrift „ehemals Salchau“ an den früheren Ort, wovon sich zwei an der Reichsstraße, der heutigen Bundesstraße 71, und eines an der Salchauer Chaussee aus Richtung Letzlingen befinden. Im Herbst 1995 erfolgte die Restaurierung des Kriegerdenkmals, welches am 16. Mai 1996 eingeweiht wurde. Unweit des Denkmals sind Reste von Fundamenten zu erkennen. Ein alter Brunnenschacht wurde oberirdisch wieder als Brunnen gestaltet. Etwa 300 Meter östlich des Ehrenmals befindet sich der ehemalige Friedhof, dieser ist mit einem Jägerzaun sowie rundherum mit Findlingen eingefriedigt, etwa in der Mitte befindet sich ein Kreuz aus Birkenholz. Die ehemalige Ortslage gehört heute zur Gemarkung von Letzlingen.
Im Jahre 2009 wurde mitten in der alten Dorflage des ehemaligen Unterdorfes ein aus fünf Gebäuden bestehendes militärisches Kampfdorf in fester gemauerter Bauweise für den Häuserkampf errichtet (Übungsstadt Schnöggersburg).
Laut Ansprache des Leiters des Gefechtsübungszentrums (GÜZ), Oberst Gerd Kropf während des Salchautreffens 2010, steht keines der Häuser auf Grundmauern der ehemaligen Wohnhäuser.
Laut Kleemann aus Letzlingen leben (Stand Mai 2019) noch 10 ehemalige Bewohner des Dorfes, davon 4 Männer und sechs Frauen „Originalton von Herrn Kleemann, 4 Söhne und 6 Töchter, die in Salchau geboren wurden“.